# Toray

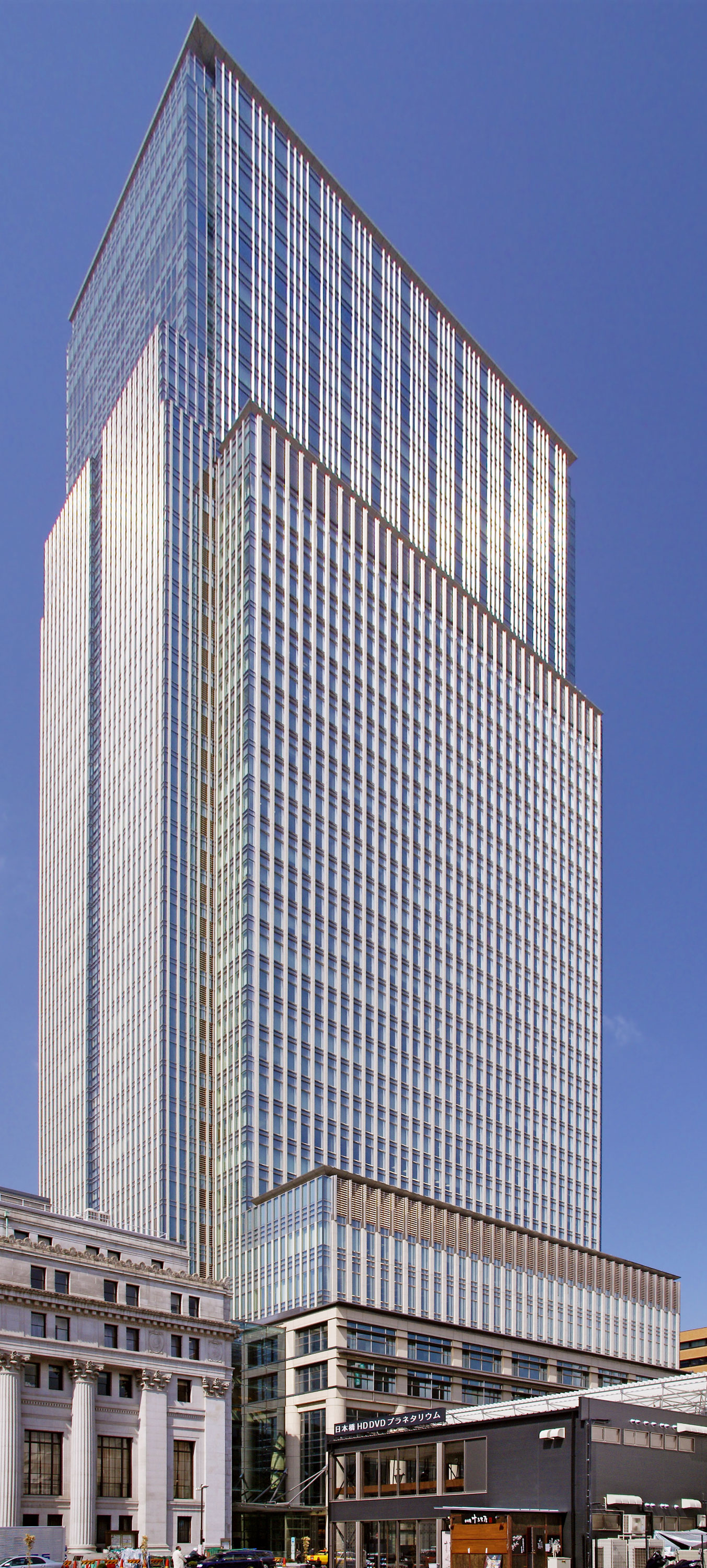
Nihonbashi Mitsui Tower, Hauptsitz von Toray

Toray Industries, Inc. (jap. 東レ株式会社, Tōre Kabushiki kaisha, engl. Toray Industries, Inc.) ist ein japanisches Chemieunternehmen mit Firmensitz in Tokio. Toray Industries wurde im Januar 1926 gegründet.
Toray Industries ist der weltweit größte Hersteller von Kohlenstofffasern auf PAN-Basis. Durch die Übernahme von Zoltek im März 2014 baute Toray seine Marktführung deutlich aus. Toray Membrane ist Marktführer bei Membranen für die Umkehrosmose.